# Floriceno Paixão
Floriceno Paixão (Taquara, 29 de novembro de 1919 - 24 de fevereiro de 2011) foi um advogado voltado às causas trabalhistas e previdenciárias, editor e deputado federal por cinco mandatos.

## Biografia e Carreira
Filho de Ricardo Paixão e Olinda Paixão, formou-se em Ciências Jurídicas e Sociais na Pontifícia Universidade Católica de Porto Alegre em 1952.
Ocupou o cargo de deputado federal pelo Partido Trabalhista Brasileiro (PTB), em 1959, por dois mandatos consecutivos e, devido ao bipartidarismo durante o regime militar, filiou-se ao Movimento Democrático Brasileiro (MDB) em 1967.
Em 1969, teve seu mandato de deputado federal cassado e seus direitos políticos suspensos por dez anos com base no art. 4 do Ato Institucional nº 5, de 13 de dezembro de 1968. Voltou a ocupar o cargo por dois mandatos consecutivos em 1983 pelo Partido Democrático Trabalhista (PDT).
Também foi autor do projeto de lei que instituiu o décimo terceiro salário em 1962 e o primeiro vice-presidente do Código de Defesa do Consumidor em 1984. No mesmo ano, votou a favor da Emenda Constitucional Dante de Oliveira, que propunha o restabelecimento das eleições diretas para Presidente da República. Em 1985, foi parlamentar no governo de João Goulart e atuou na defesa dos interesses gaúchos no episódio da intervenção do Banco Sulbrasileiro.
Exerceu a advocacia por um curto período, fundou a antiga editora Síntese em Porto Alegre, especializada em publicações técnicas, e atuou como conselheiro editorial da Revista Magíster.
Foi casado com Talita Coutinho Paixão, com quem teve cinco filhos: Ana Maria, Luiz Antônio, Marco, Beatriz e Berenice Paixão.
Abandonou a carreira política durante o governo de Fernando Collor de Melo e faleceu com 91 anos, em 24 de fevereiro de 2011, devido a uma doença neurológica degenerativa.

## Obras Publicadas
- A Nova Acentuação Gráfica Explicada e com Exercícios. Porto Alegre, Ed. Síntese, 1972;
- Consolidação das Leis do Trabalho e Legislação Complementar. Porto alegre, Ed. Síntese, 1981;
- O PIS-PASEP em Perguntas e Respostas. Porto Alegre, Ed. Síntese, 1982;
- Fundo de Garantia em perguntas e respostas. Porto Alegre, Ed. Síntese, 1982;
- Emprego doméstico em perguntas e respostas. Porto Alegre, Ed. Síntese;
- Previdência Social em perguntas e respostas. Porto Alegre, Ed. Síntese, 1983.[2]